# Tupolew MTB-2
Die Tupolew MTB-2 (russisch Туполев МТБ-2) ist ein sowjetisches Amphibien-Flugboot des Zweiten Weltkrieges. Sie wurde unter der Bezeichnung ANT-44 (АНТ-44) entwickelt und war das letzte vom OKB Tupolew entwickelte Flugboot. Es entstanden zwei Exemplare.

## Entwicklung
Die Konstruktionsarbeiten zu einem schweren Bomben- und Aufklärungsflugboot begannen 1934 im ZAGI, dessen Leiter Andrei Tupolew zu jener Zeit war, und wurden von A. P. Golubkow durchgeführt. Die ANT-44 entstand als freitragender Schulterdecker in Ganzmetallbauweise mit einem Knickflügel bei den äußeren Triebwerken. Als Triebwerke fanden vier Gnôme-Rhône-14Krsd-Lizenzmotoren M-85 mit je 595 kW Startleistung Verwendung. Eine Besonderheit des Modells war ein im Rumpf befindlicher fünfter Motor AM-34 mit bis 830 PS, der einen Zentrallader für die vier M-85 antrieb.
Den Erstflug des Prototyps führte I. M. Suchomlin – nach anderen Quellen Rjabenko und Schljabnikow – am 19. April 1937 durch. Die im Anschluss durchgeführte staatliche Erprobung war im November selben Jahres beendet. Als Reaktion darauf entstand der zweite Prototyp ANT-44bis. Dieser wurde mit einem beiklappbaren Fahrwerk und stärkeren M-87A-Motoren ausgerüstet und flog erstmals im Juni 1938. 1939 erhielt der erste Prototyp ebenfalls ein Fahrwerk und M-87-Antriebe.
Es wurde entschieden, die ANT-44 nicht in Serie zu produzieren, und die Arbeiten wurden im Januar 1940 eingestellt. Suchomlin erflog unter der Bezeichnung ANT-44D „Tschaika“ (Möwe) mit dem Typ im Juni beziehungsweise Oktober gleichen Jahres fünf Höhen/-Streckenweltrekorde mit verschiedenen Nutzlasten. So konnten 5000 kg auf 5219 m Höhe befördert werden und mit 2000 kg wurden auf einer 1000-km-Strecke 241,909 km/h Durchschnittsgeschwindigkeit erzielt.
Die WWS-WMF übernahm die beiden Flugzeuge und setzte sie während des Krieges unter der Bezeichnung MTB-2 beziehungsweise MTB-2A sowohl im Schwarzmeerraum als Transporter als auch in den Polarregionen des Landes als Aufklärer ein. MTB steht für Morskoi Tjaschjoly Bombardirowschtschik (russisch Морской Тяжёлый Бомбардировщик, Schwerer Marine-Bomber). Am 10. August 1942 wurde die zweite Maschine abgeschossen.

## Technische Daten
| Kenngröße             | Daten |
| --------------------- | --- |
| Konzeption            | Schweres Transport- und Aufklärungsamphibium |
| Konstrukteur          | A. P. Golubkow |
| Hersteller            | ZAGI |
| Besatzung             | 7–8 |
| Spannweite            | 36,45 m |
| Länge                 | 25,00 m |
| Höhe                  | 8,0 m |
| Flügelfläche          | 144,70 m² |
| Triebwerk(e)          | vier luftgekühlte 14-Zylinder-Sternmotoren Tumanski M-87A |
| Startleistung         | je 698 kW (949 PS) |
| Leermasse             | 12.000 kg |
| Zuladung              | 9.500 kg |
| Startmasse            | normal 18.500 kg maximal 21.500 kg |
| Flächenbelastung      | 148,5 kg/m² |
| Leistungsbelastung    | 6,3 kg/PS |
| Höchstgeschwindigkeit | 355 km/h in 3.750 m Höhe |
| Reisegeschwindigkeit  | 240–250 km/h |
| Gipfelhöhe            | praktisch 6.500 m absolut 7.200 m |
| Reichweite            | 2.500 km mit 100 kg Nutzlast 4.500 km mit vollem Tankinhalt bei Überladung |
| Aktionsradius         | 1.820 km |
| Flugdauer             | 19 h bei 240 km/h |
| Bewaffnung            | je zwei MG im Bug- und Heckstand eine 20-mm-MK im Rumpfrücken je ein MG in zwei Schwalbennestern und im hinteren Rumpfunterteil 1.000–2.500 kg Abwurfmunition an Außenträgern und in den hinteren Triebwerksgondeln |